# Sletterhage
Sletterhage är en udde i Danmark.   Den ligger i Region Mittjylland, i den centrala delen av landet, 140 km väster om Köpenhamn.
Sletterhage är den sydligaste punkten på halvön Helgenæs.